# Víktor Suvórov

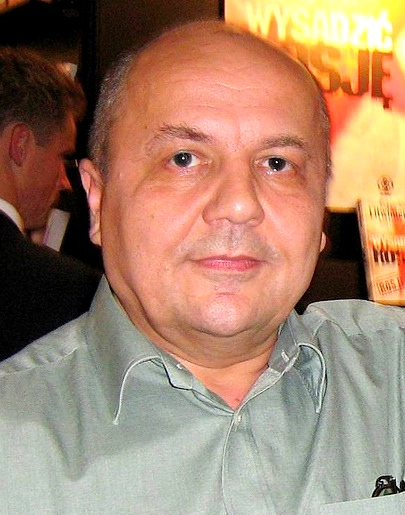
Retrato de Suvórov

Vladímir Bogdánovich Rezún (en cirílico Влади́мир Богда́нович Резу́н), más conocido por su pseudónimo Víktor Suvórov (Barabash, 20 de abril de 1947) es un exmilitar soviético desertor convertido en escritor de temas históricos de la Segunda Guerra Mundial y de la Unión Soviética.

## Biografía
Nació el 20 de abril de 1947 en Barabash, lugar cercano a Vladivostok, en la Unión Soviética. En 1978 desertó en Ginebra del Departamento Central de Inteligencia (GRU), instalándose posteriormente en el Reino Unido. Célebre por su controvertida obra El rompehielos (1992), en la que, según Dmitri Chechkin, Suvórov refleja la idea de que la responsabilidad del desencadenamiento de la Segunda Guerra Mundial recayó exclusivamente sobre la Unión Soviética. Según Suvórov, la Operación Barbarroja habría sido un ataque preventivo que se habría anticipado a un plan de invasión de la Alemania nazi desarrollado por Stalin. Diversos autores apuntan que similares teorías también habían sido desarrolladas por historiadores revisionistas soviéticos e historiadores alemanes de derechas como Joachim Hoffman. El material ha sido calificado como «revisionista».

## Obras
- El rompehielos, traducción al español de Oleg Shatrov, editorial Planeta, 2015 (ISBN: 978-84-08-14463-2).